# セニイェ・ダルベレル
セニイェ・メルヴェ・ダルベレル（Seniye Merve Dalbeler、1987年6月27日 - ）は、トルコの元女子バレーボール選手。ポジションはリベロ。元トルコ代表。

## 来歴
2004年、エジザージュバシュに入団し、プロとしてのキャリアをスタートさせる。2009年、トルコ代表に初選出される。2011年に強豪クラブのフェネルバフチェ・ユニバーサルに移籍し、2011-12シーズンに欧州チャンピオンズリーグで優勝を果たした。同年の世界クラブ選手権で銅メダルを獲得した。
2014年から代表チームで活躍し、同年9月の世界選手権に出場した。2015年のモントルーバレーマスターズ、ヨーロッパゲームズで金メダルを獲得した。

## 球歴
- 世界選手権 - 2014年
- ワールドグランプリ - 2014年、2015年

## 所属クラブ
- エジザージュバシュ（2004-2009年）
- Yeşilyurt（2009-2010年）
- ガラタサライ（2010-2011年）
- フェネルバフチェ・ユニバーサル（2011-2019年）
- ベシクタシュ（2019-2020年）
- エジザージュバシュ（2020年）
- トゥルク・ハヴァ・ヨラーリ（2020-2021年）